# Spanyol labdarúgó-szövetség
A spanyol labdarúgó-szövetség neve Királyi Spanyol Labdarúgó-szövetség  (spanyolul: Real Federación Española de Fútbol, rövidítve RFEF). Ez Spanyolország nemzeti labdarúgó-szövetsége. 1909-ben alapították. A szövetség szervezi az Spanyol labdarúgó-bajnokságot, valamint a spanyol kupát. Működteti a Spanyol labdarúgó-válogatottat. Székhelye Las Rozasban található.

## Területek
Az RFEF 19 területi szövetségből áll:
- Andalúzia: Federación Andaluza de Fútbol (FAF)
- Aragónia: Federación Aragonesa de Fútbol
- Asztúria: Real Federación de Fútbol del Principado de Asturias
- Baszkföld: Federación Vasca de Fútbol / Euskadiko Futbol Federakundea
- Baleár-szigetek: Federació de Futbol de les Illes Baleares
- Ceuta: Federación de Fútbol de Ceuta
- Extremadura: Federación Extremeña de Fútbol
- Galicia: Federación Gallega de Fútbol
- Kanári-szigetek: Federación Canaria de Fútbol (FCF)
- Kantábria: Federación Cántabra de Fútbol
- Kasztília és León: Federación de Castilla y León de Fútbol
- Kasztília-La Mancha: Federación de Fútbol de Castilla-La Mancha
- Katalónia: Federació Catalana de Futbol
- La Rioja: Federación Riojana de Fútbol
- Madrid tartomány: Federación de Fútbol de Madrid (FFM)
- Melilla: Federación Melillense de Fútbol
- Murcia tartomány: Federación de Fútbol de la Región de Murcia (FFRM)
- Navarra: Federación Navarra de Fútbol
- Valencia (autonóm közösség): Federación de Fútbol de la Comunidad Valenciana